# 臺南四省中
臺南四省中舊指在台南市四所排名在前的傳統高中，四所學校主要或只招收男生或女生。精省前，該四所高中皆屬省立，故於台南地區習稱「四省中」。精省後，改隸國立，省中時代結束，合稱「南四校」。

## 學校組成

### 男校或男生為主的學校
- 臺灣省立臺南第一高級中學（台南一中）：今稱「國立臺南第一高級中學」，僅特殊班級招收女學生。日治時期為台南州立第二中學校。

### 女校或女生為主的學校
- 臺灣省立臺南女子高級中學（台南女中）：今稱「國立臺南女子高級中學」，僅特殊班級招收男學生。日治時期為台南州立一女高及二女高。
- 臺灣省立臺南家齊女子高級中學（家齊女中）：今稱「國立臺南家齊高級中等學校」，男女兼收。日治時期為「台南實踐女學校」，因家齊高中由職校改制，除普通科外設有技術類科。

### 男女合校
- 臺灣省立臺南第二高級中學（台南二中）：今稱「國立臺南第二高級中學」，男女兼收。日治時期為台南州立第一中學校。113學年度起不再設立男女招生比例。